# Премія Крафорда
Премія Крафорда — щорічна наукова премія, яку започаткували в 1980 році шведський підприємець Голгер Крафорд та його дружина Анна-Ґрета. Премію вручає Шведська королівська академія наук у чотирьох категоріях: астрономія і математика; геологія; біологія, з акцентом на екології; та лікування поліартриту, хвороби, на яку Голгер хворів останні кілька років життя. Згідно з Академією, «ці дисципліни обрано як додаткові до тих, в яких вручають Нобелівську премію». 
Кожного року вручають лише одну нагороду, дисципліни чергуються згідно з ротаційною схемою. Премію Крафорда вручають тоді, коли спеціальний комітет вирішує, що в галузі було здійсненно значний прогрес.
Отримувача премії оголошують щороку в середині січня, премію вручає король Швеції у квітні. Грошова винагорода в 2015 році становила 4 млн крон (або 500 тис. US$) і призначена для фінансування подальших досліджень лауреата.
Першою жінкою, що отримала премію, стала астроном Андреа Ґез у 2012 році.

## Лауреати
| Рік  | Категорія       | Фото                                                                                 | Лауреат                  | Країна               | Робота |       |
| ---- | --------------- | ------------------------------------------------------------------------------------ | ------------------------ | -------------------- | --- | ----- |
| 1982 | Математика      |                                                                                      | Володимир Арнольд        | СРСР                 | Theory of non-linear differential equations |       |
| 1982 | Математика      | Louis Nirenberg                                                                      | Луїс Ніренберг           | США                  | Theory of non-linear differential equations |       |
| 1983 | Геологія        | —                                                                                    | Едвард Лоренц            | США                  | Geophysical hydrodynamics |       |
| 1983 | Геологія        | Henry Stommel                                                                        | Генрі Стоммель           | США                  | Geophysical hydrodynamics |       |
| 1984 | Біологія        |                                                                                      | Деніел Дженсен           | США                  | Co-evolution |       |
| 1985 | Астрономія      | Lyman Spitzer                                                                        | Лайман Спітцер           | США                  | Studies of the interstellar medium |       |
| 1986 | Геологія        | Claude Allègre                                                                       | Клод Алегр               | Франція              | Isotope geochemical relations |       |
| 1986 | Геологія        | —                                                                                    | Джеральд Вассерберґ      | США                  | Isotope geochemical relations |       |
| 1987 | Біологія        | —                                                                                    | Юджин Одум               | США                  | Ecosystem ecology |       |
| 1987 | Біологія        |                                                                                      | Говард Одум              | США                  | Ecosystem ecology |       |
| 1988 | Математика      |                                                                                      | П'єр Рене Делінь         | Бельгія              | Algebraic geometry |       |
| 1988 | Математика      |                                                                                      | Александр Гротендік      | None                 | Algebraic geometry |       |
| 1989 | Геологія        | James Van Allen                                                                      | Джеймс Ван-Аллен         | США                  | Exploration of space, the discovery the Van Allen belts |       |
| 1990 | Біологія        | Paul R. Ehrlich                                                                      | Пол Ерліх                | США                  | Dynamics and genetics of fragmented populations |       |
| 1990 | Біологія        | Edward Osborne Wilson                                                                | Едвард Осборн Вілсон     | США                  | Theory of island biogeography |       |
| 1991 | Астрономія      | —                                                                                    | Елан Сендидж             | США                  | Study of galaxies |       |
| 1992 | Геологія        | —                                                                                    | Адольф Сайлахер          | Німеччина            | Research into evolution of life |       |
| 1993 | Біологія        | —                                                                                    | Вільям Дональд Гамільтон | Велика Британія      | Theories of kin selection and genetic relationship |       |
| 1993 | Біологія        | Seymour Benzer in his office at Caltech in 1974 with a big model of Drosophila       | Сеймур Бензер            | США                  | Genetical and neurophysiological studies of fruit flies |       |
| 1994 | Математика      | Simon Donaldson                                                                      | Саймон Дональдсон        | Велика Британія      | Four-dimensional geometry |       |
| 1994 | Математика      | Shing-Tung Yau                                                                       | Шинтан Яу                | США                  | Non-linear techniques in differential geometry |       |
| 1995 | Геологія        | —                                                                                    | Віллі Дансґаард          | Данія                | Development of isotope geological analysis methods |       |
| 1995 | Геологія        |                                                                                      | Ніколас Шеклтон          | Велика Британія      | Development of isotope geological analysis methods |       |
| 1996 | Біологія        | Robert May                                                                           | Роберт Мей               | Австралія            | Ecological research |       |
| 1997 | Астрономія      | —                                                                                    | Фред Хойл                | Велика Британія      | Study of nuclear processes in stars, stellar evolution |       |
| 1997 | Астрономія      | —                                                                                    | Едвін Ернест Солпітер    | США                  | Study of nuclear processes in stars, stellar evolution |       |
| 1998 | Геологія        | Don L. Anderson                                                                      | Дон Андерсон             | США                  | Study of the structures and processes in the interior of the Earth |       |
| 1998 | Геологія        | —                                                                                    | Адам Дзєвонський         | США                  | Study of the structures and processes in the interior of the Earth |       |
| 1999 | Біологія        | Ernst Mayr in 1994, after receiving an honorary degree at the University of Konstanz | Ернст Майр               | США                  | Developing the concept of evolutionary biology |       |
| 1999 | Біологія        |                                                                                      | Джон Мейнард Сміт        | Велика Британія      | Developing the concept of evolutionary biology |       |
| 1999 | Біологія        | —                                                                                    | Джордж Крістофер Вільямс | США                  | Developing the concept of evolutionary biology |       |
| 2000 | Поліартрит      | —                                                                                    | Марк Фельдманн           | Велика Британія      | Definition of TNF-alpha |       |
| 2000 | Поліартрит      | Ravinder N. Maini                                                                    | Равіндер Маіні           | Велика Британія      | Definition of TNF-alpha |       |
| 2001 | Математика      | Alain Connes                                                                         | Ален Конн                | Франція              | Theory of operator algebras, founder of the non-commutative geometry |       |
| 2002 | Геологія        | —                                                                                    | Ден Маккензі             | Велика Британія      | Dynamics of the lithosphere |       |
| 2003 | Біологія        | Carl Woese                                                                           | Карл Воуз                | США                  | Third domain of life |       |
| 2004 | Поліартрит      |                                                                                      | Юджин Батчер             | США                  | Study of molecular mechanisms concerning white blood cells |       |
| 2004 | Поліартрит      |                                                                                      | Тімоті Спрінґер          | США                  | Study of molecular mechanisms concerning white blood cells |       |
| 2005 | Астрономія      | James E. Gunn                                                                        | Джеймс Ґанн              | США                  | Understanding the large-scale structure of the Universe |       |
| 2005 | Астрономія      | James Peebles                                                                        | Джеймс Піблс             | США                  | Understanding the large-scale structure of the Universe |       |
| 2005 | Астрономія      |                                                                                      | Мартін Ріс               | Велика Британія      | Understanding the large-scale structure of the Universe |       |
| 2006 | Геологія        | Wallace Smith Broecker                                                               | Воллес Сміт Брекер       | США                  | Research into the global carbon cycle |       |
| 2007 | Біологія        | —                                                                                    | Роберт Тріверс           | США                  | Analysis of social evolution |       |
| 2008 | Астрономія      | Rashid Sunyaev                                                                       | Рашид Сюняєв             | Росія                | Contributions to high-energy astrophysics and cosmology |       |
| 2008 | Математика      | Maxim Kontsevich                                                                     | Максим Концевич          | Росія                | Contributions to mathematics from modern theoretical physics |       |
| 2008 | Математика      | Edward Witten writing on a blackboard                                                | Едвард Віттен            | США                  | Contributions to mathematics from modern theoretical physics |       |
| 2009 | Поліартрит      | Charles Dinarello                                                                    | Чарльз Дінарелло         | США                  | Isolation of interleukins, understanding their role in the onset of inflammatory diseases |       |
| 2009 | Поліартрит      | Tadamitsu Kishimoto                                                                  | Тадаміцу Кішімото        | Японія               | Isolation of interleukins, understanding their role in the onset of inflammatory diseases |       |
| 2009 | Поліартрит      | Toshio Hirano                                                                        | Тошіо Хірано             | Японія               | Isolation of interleukins, understanding their role in the onset of inflammatory diseases |       |
| 2010 | Геологія        | Walter Munk                                                                          | Волтер Манк              | США                  | «for his pioneering and fundamental contributions to our understanding of ocean circulation, tides and waves, and their role in the Earth's dynamics». |       |
| 2011 | Біологія        | Ilkka Hanski                                                                         | Ілкка Ганскі             | Фінляндія            | «for his pioneering studies on how spatial variation affects the dynamics of animal and plant populations». |       |
| 2012 | Астрономія      | Reinhard Genzel                                                                      | Райнгард Ґенцель         | Німеччина            | «for their observations of the stars orbiting the galactic centre, indicating the presence of a supermassive black hole». |       |
| 2012 | Астрономія      |                                                                                      | Андреа Ґез               | США                  | «for their observations of the stars orbiting the galactic centre, indicating the presence of a supermassive black hole». |       |
| 2012 | Математика      | Jean Bourgain                                                                        | Жан Бурген               | Бельгія              | «for their brilliant and groundbreaking work in harmonic analysis, partial differential equations, ergodic theory, number theory, combinatorics, functional analysis and theoretical computer science».                                                                   |       |
| 2012 | Математика      | Terence Tao                                                                          | Теренс Тао               | Австралія США        | «for their brilliant and groundbreaking work in harmonic analysis, partial differential equations, ergodic theory, number theory, combinatorics, functional analysis and theoretical computer science».                                                                   |       |
| 2013 | Поліартрит      | Peter K. Gregersen                                                                   | Пітер Ґреґерсен          | США                  | «for their discoveries concerning the role of different genetic factors and their interactions with environmental factors in the pathogenesis, diagnosis and clinical management of rheumatoid arthritis».                                                                |       |
| 2013 | Поліартрит      | Lars Klareskog                                                                       | Ларс Клареског           | Швеція               | «for their discoveries concerning the role of different genetic factors and their interactions with environmental factors in the pathogenesis, diagnosis and clinical management of rheumatoid arthritis».                                                                |       |
| 2013 | Поліартрит      | Robert J. Winchester                                                                 | Роберт Вінчестер         | США                  | «for their discoveries concerning the role of different genetic factors and their interactions with environmental factors in the pathogenesis, diagnosis and clinical management of rheumatoid arthritis».                                                                |       |
| 2014 | Геологія        | —                                                                                    | Пітер Молнар             | США                  | «for his ground-breaking contribution to the understanding of global tectonics, in particular the deformation of continents and the structure and evolution of mountain ranges, as well as the impact of tectonic processes on ocean-atmosphere circulation and climate». |       |
| 2015 | Біологія        | —                                                                                    | Річард Левонтін          | США                  | «for their pioneering analyses and fundamental contributions to the understanding of genetic polymorphism». |       |
| 2015 | Біологія        | —                                                                                    | Томоко Ота               | Японія               | «for their pioneering analyses and fundamental contributions to the understanding of genetic polymorphism». |       |
| 2016 | Астрономія      | Roy_Kerr with his wife                                                               | Рой Керр                 | Нова Зеландія        | Фундаментальні роботи з чорних дірок, що обертаються. |       |
| 2016 | Астрономія      |                                                                                      | Роджер Бландфорд         | Велика Британія, США | Фундаментальні роботи з чорних дірок, що обертаються. |       |
| 2016 | Математика      | Yakov Eliashberg                                                                     | Яків Еліашберг           | СРСР, США            | Розвиток контактної та симплектичної топологій |       |
| 2017 | Поліартрит      |                                                                                      | Шимон Сакагучі           | Японія               | |       |
| 2017 | Поліартрит      |                                                                                      | Фред Рамсделл            | США                  | |       |
| 2017 | Поліартрит      |                                                                                      | Олександр Руденський     | США                  | |       |
| 2018 | Науки про Землю |                                                                                      | Сузан Соломон            | США                  | |       |
| 2018 | Науки про Землю |                                                                                      | Сюкуро Манабе            | Японія               | |       |
| 2019 | Біонаука        | —                                                                                    | Селлі Чисголм            | США                  | "for the discovery and pioneering studies of the most abundant photosynthesising organism on Earth, Prochlorococcus". | [ 5 ] |
| 2020 | Астрономія      | Eugene N. Parker                                                                     | Юджин Паркер             | США                  | "for pioneering and fundamental studies of the solar wind and magnetic fields from stellar to galactic scales". | [ 6 ] |
| 2020 | Математика      | Enrico Bombieri                                                                      | Енріко Бомб'єрі          | Італія / США         | "for outstanding and influential contributions in all the major areas of mathematics, particularly number theory, analysis and algebraic geometry". | [ 6 ] |
| 2021 | Поліартирит     | Daniel Kastner                                                                       | Деніел Л. Кастнер        | США                  | "for establishing the concept of autoinflammatory diseases". | [ 7 ] |
| 2022 | Науки про Землю | Andrew K. Knoll                                                                      | Ендрю Нолл               | США                  | "for fundamental contributions to our understanding of the first three billion years of life on Earth and life’s interactions with the physical environment through time".                                                                                                | [ 8 ] |